# Franz Andrysek
Franz Josef Andrysek (8. února 1906, Vídeň — 9. února 1981, Vídeň) byl rakouský vzpěrač, vítěz kategorie do 60 kg na olympiádě 1928 v Amsterdamu. Na olympiádě 1924 obsadil ve stejné kategorii do 60 kg 18. místo.